# 柜中美人
《柜中美人》，2018年中国大陆古装剧，故事背景为唐朝。是一部改编水合小说《胭脂醉》的古装神怪电视剧。本剧于2016年4月开机，7月拍摄完成。由周渝民、唐人旗下演員（胡冰卿、陈瑶）、韩栋、左小青、陈若轩等主演。原作小說台灣繁體版由春天出版發行。於2018年2月8日优酷首播。台灣地區由 LiTV 線上影視、遠傳friDay影音全集播出。

## 剧情
讲述了不食人间烟火的小黄鼬精黄轻风(胡冰卿饰)与九尾赤狐胡飞鸾(陈瑶饰)，为减少来自皇室的杀戮，化身美人进献入宫魅惑当朝皇帝李涵(周渝民饰)，卷入危机四伏的宫廷权斗之中，更因偷食了狐族"魅果"，在爱情中尝尽人间滋味。

## 演員表
| 演員                  | 角色     | 简介 | 配音   |
| 周渝民 童年：武泽锦熙 | 李涵     | 唐文宗善良明达，立誓要整顿朝纲。李涵从腹背受敌的党争之中一步步登上帝位，以铲除阉党势力为己任，立誓要肃清奸佞，整顿朝纲。最爱策马扬鞭的他眼见皇兄恣意猎杀狐族的残暴行为，善良明达的他不愿为伍，甘冒风险拯救了一只小狐仙和鼠狼精，也为此后的因缘宿命埋下伏笔。 | 王凯   |
| 胡冰卿 童年：祁小蕊   | 黃輕風   | 黃鼬精→黃才人→二品黃昭儀骊山黄鼠狼精，古灵精怪。背负使命进宫杀皇帝却对其暗生情愫。因為魅果的機緣，与胡飞鸾被骊山众狐选作代表，进宫执行任务以阻止皇室对骊山狐狸的猎杀及行宮擴建。轻风欲弑杀灭亲之敌的李涵时，却意外被大爱广施、气质绰约的他深深打动而暗生情愫，起初以為是魅果之力中的酸果造成，後來被永道士封印住酸果之力還是深愛李涵，後與之有情人終成眷屬。                                       | 陈希   |
| 陳 瑤 童年：赵姝婷    | 胡飛鵉   | 九尾狐→胡婕妤胡飞鸾是乖巧灵动却容颜魅惑的“九尾狐后裔”，因魅果機緣与黄轻风被骊山众狐选作代表，进宫执行任务以阻止皇室对骊山狐狸的猎杀及行宮擴建。因服用魅果之中的甜果，拥有魅果之力后的她魅力气息被无限放大，深深吸引李涵的专宠偏爱，深愛李玉溪，最後與之有情人終成眷屬。 | 杨婧   |
| 韩 栋                 | 花无欢   | 博陵王→花少監→宦官城府極深，亦正亦邪。李涵的知己好友，幼时惨遭宦官王守澄灭门。爱慕前朝妃子，秋妃。花无欢是内侍省少监，英气冷峻，足智多谋，亦正亦邪深不可测。因其幼时惨遭祸变变得城府极深，在被迫入宫成为宦官后却幸得前朝妃子秋妃所救所惜，使其对秋妃有了炽热又隐忍的爱恋。为了完成秋妃心愿帮其子漳王李凑登上皇位，不惜与相伴长大的“皇帝知己”李涵反目成仇，兵戎相见。後期卻不敢承認自己喜歡上翠凰。 | 齐斯伽 |
| 陈若轩                | 李玉溪   | 神策府将军→李統軍→二品左神策中尉原为布衣书生，与胡飞鸾有感情纠葛。李玉溪文武双全，天资聪颖，又勤勉刻苦，一心想建功立业。原是布衣书生，后成为神策府将军。李玉溪在一次偶遇中与胡飞鸾因画结缘互生爱慕，而后来才得知飞鸾是皇帝李涵的爱妃后，两人最終有情人終成眷屬。 | 张赫   |
| 李思澄                | 永道士   | 玉面道人潇洒不羁，玩世不恭，多次出手幫助黃輕風，苦戀黃輕風。 |        |
| 宋楠惜                | 翠凰     | 狐仙→婢女狐族首席大弟子，修炼千年。冷艳高傲，苦恋花无欢翠凰是修炼千年的狐族首席大弟子，在狐族道行最高。她性格冷艳高傲有野心，以大师姐的身份肩负着照顾轻风和飞鸾的任务。心高气傲的她却苦恋花无欢。 |        |
| 左小青                | 秋妃     | 前朝妃子希望儿子李凑（漳王）能登上皇位。秋妃是一位前朝遗妃，高贵大方。秋妃本无心朝堂纷争，却为了让儿子登上皇位费尽心机，在利益纷争下不变的是她的那颗良善之心。 |        |
| 李彧                  | 王守澄   | 宦官→右丞大將軍→左右神策軍之觀軍容史权倾朝野，奸佞之臣。與太皇太后聯手推舉陳王改立新帝，不惜想壯大軍權。 |        |
| 王艺霖                | 李凑     | 漳王秋妃之子，李涵之弟。 |        |
| 梁婧娴                | 全臻颖   | 祠部主事心狠手辣的祠部主事，高傲的外表下其实有一颗可以热忱的内心，一直深爱着李玉溪，可以为了李玉溪牺牲一切。 |        |
| 张瑞珈                | 太皇太后 | 太皇太后 | 郝幽玥 |
| 叶 青                 | 芳草美人 | 永道士的母親。 |        |
| 韩馨悦希              | 青柠     | 七尾狐 |        |
| 邓立民                | 王福荃   | 李涵的贴身太监。 |        |
| 何 晴                 |          | 黄轻風的母亲 |        |
| 李熹子                | 小纯     | 黃輕風與胡飛鸞的貼身下人，對兩位忠心耿耿。 |        |
| 高艺                  | 翁大娘   | |        |
| 秦勇                  | 周注     | 統領侍衛。 |        |
| 王天齐                | 李湛     | 唐敬宗。李涵的皇兄。 |        |
| 卢森堡                | 刘克明   | 太监。毒杀了李湛，拥立李悟。不过，然后被李涵斩杀了。 |        |

## 电视原声带
| 歌名     | 作词   | 作曲   | 演唱   | 备注 |
| 管不了   | 丁逸峰 | 郑嘉嘉 | 郑嘉嘉 |      |
| 柳暗花明 | Ah Bot | Ah Bot | 胡冰卿 |      |
| 寒風     | 劉鳳瑤 | 劉鳳瑤 | 趙泳鑫 |      |